# The Seamus
The Seamus es una banda de rock progresivo con influencias de música experimental originaria de Guadalajara formada en 2005.

## Historia
The Seamus surge en el 2005 como una propuesta de rock instrumental que mezcla diversos géneros desde el rock progresivo y rock psicodélico, hasta el indie rock y algunos toques de experimentación con música electrónica. 

## Alineación
- Octavio Zárate - guitarra y segunda voz
- Paco Aguayo - guitarra y voz
- Juan Aldama - bajo
- Chux Rod - batería

## Discografía
- Taste The Colours - (2007)
- XI La Fuerza - (2013)